# Tristan Lahaye
Tristan Lahaye (ur. 16 lutego 1983 w Juvisy-sur-Orge) – francuski piłkarz grający na pozycji prawego obrońcy. W 2017 roku zakończył karierę.